# سابرينا (مغنية)
سابرينا (بالبرتغالية: Sabrina‏) هي مغنية برتغالية، ولدت في 30 مارس 1983 في سيتوبال في البرتغال.

## وصلات خارجية
- سابرينا على موقع IMDb (الإنجليزية)
- سابرينا على موقع ميوزك برينز (الإنجليزية)
- سابرينا على موقع ديسكوغز (الإنجليزية)
- سابرينا على موقع ديسكوغز (الإنجليزية)